# Barillas (Guatemala)
Barillas, comunemente chiamato Santa Cruz Barillas, è un comune del Guatemala facente parte del dipartimento di Huehuetenango.
Il comune venne istituito il 17 ottobre 1888, separandolo da quello di Santa Eulalia.